# William Barclay
William Barclay (ur. 5 grudnia 1907 w Wick, zm. 24 stycznia 1978 w Glasgow) – szkocki teolog i pisarz religijny, prezenter radiowy i telewizyjny, duchowny Kościoła Szkocji oraz profesor teologii i krytyki biblijnej na Uniwersytecie w Glasgow.
Jako naukowiec zdecydował się poświęcić życie "udostępnieniu wyników biblijnych badań naukowych przeciętnemu czytelnikowi". Rezultatem tego było powstanie Daily Study Bible, zestawu 17 komentarzy do Nowego Testamentu, opublikowanych przez Saint Andrew Press. Pomimo nazwy serii (Codzienne studium Biblii), komentarze te nie proponują programu regularnego studium. Raczej są dokonanym przez Barclaya przekładem Nowego Testamentu, i analizą kolejnych wersetów z uwzględnieniem wszystkich możliwych interpretacji znanych Barclayowi i podaniem informacji, które uznał za istotne, wszystko za pomocą terminów zrozumiałych dla laika. Komentarze zostały w pełni zaktualizowane przez jego syna Ronniego Barclaya i obecnie są one znane jako New Daily Study Bible.
17 tomów zbioru stało się bestsellerami i nadal cieszą się powodzeniem. Miał mu towarzyszyć zestaw podobnie traktujący Stary Testament, ale nie został nigdy napisany przez Barclaya.
Napisał wiele popularnych książek, zawsze mocno opartych na badaniach naukowych, ale napisanych w bardzo dostępny sposób. W książce The Mind of Jesus (1960) stwierdza on, że jego celem było "uczynienie postaci Jezusa bardziej żywej, abyśmy Go mogli coraz lepiej poznawać i bardziej kochać".

## Książki
- The New Daily Study Bible (17 tomów obejmujących cały Nowy Testament)
- The Apostles' Creed
- The Parables of Jesus
- The Ten Commandments
- Flesh And Spirit: An Examination of Galatians 5:19-23
- The Plain Man Looks at the Lord's Prayer
- Discovering Jesus
- At the Last Trumpet: Jesus Christ and the End of Time
- The Mind of Jesus
- The Mind of St. Paul
- The Mind of Dogs
- A Spiritual Autobiography
- The Plain Man Looks at the Beatitudes
- A Beginner's Guide to the New Testament
- God’s Young Church
- The Old Law and the New Law
- And He Had Compassion: The Miracles of Jesus

## Przekłady na język polski
- William Barclay: Dzieje Apostolskie. Ruth Kowalczuk (tłum.). Warszawa: Słowo Prawdy, 1979. Brak numerów stron w książce
- William Barclay: Ewangelia św. Jana. Krzysztof Bednarczyk (tłum.). T. 1. Warszawa: Słowo Prawdy, 1986. Brak numerów stron w książce
- William Barclay: Ewangelia św. Jana. Krzysztof Bednarczyk, Daniel Trusiewicz, Grzegorz Bednarczyk (tłum.). T. 2. Warszawa: Słowo Prawdy, 1987. Brak numerów stron w książce
- William Barclay: Ewangelia św. Łukasza. Konstanty Wiazowski (tłum.). Warszawa: Słowo Prawdy, 1984. Brak numerów stron w książce
- William Barclay: Ewangelia św. Marka. Aleksander Kircun jun., Ruth Kowalczuk, Paweł Kuciński  (tłum.). Warszawa: Słowo Prawdy, 1987. Brak numerów stron w książce
- William Barclay: Ewangelia św. Mateusza. Przekł. Zdzisław Pawlik, Krzysztof Bednarczyk, Aleksander Kircun jun (tłum.). T. 1. Warszawa: Słowo Prawdy, 1977. Brak numerów stron w książce
- William Barclay: Ewangelia św. Mateusza. Przekł. Zdzisław Pawlik, Krzysztof Bednarczyk, Aleksander Kircun jun (tłum.). T. 2. Warszawa: Słowo Prawdy, 1977. Brak numerów stron w książce
- William Barclay: Ewangelia św. Mateusza. Przekł. Zdzisław Pawlik, Krzysztof Bednarczyk, Aleksander Kircun jun. (tłum.). T. 3. Warszawa: Słowo Prawdy, 1977. Brak numerów stron w książce
- William Barclay: Jezus Chrystus dzisiaj. Andrzej M. Komraus (tłum.). Warszawa: Pielgrzym Polski, 1975. Brak numerów stron w książce
- William Barclay: List do Efezjan. Ruth Kowalczuk (tłum. ). Warszawa: Słowo Prawdy, 1981. Brak numerów stron w książce
- William Barclay: List do Filipian. Paweł Kuciński (tłum.). Warszawa: Słowo Prawdy, 1984. Brak numerów stron w książce
- William Barclay: List do Galacjan. Krzysztof Bednarczyk (tłum.). Warszawa: Słowo Prawdy, 1979. Brak numerów stron w książce
- William Barclay: List do Hebrajczyków. Konstanty Wiazowski (tłum.). Warszawa: Słowo Prawdy, 1983. Brak numerów stron w książce
- William Barclay: List do Kolosan. Maria Bartkowiak (tłum.). Warszawa: Słowo Prawdy, 1986. Brak numerów stron w książce
- William Barclay: List do Rzymian. Konstanty Wiazowski (tłum.). Warszawa: Słowo Prawdy, 1978. Brak numerów stron w książce
- William Barclay: List do Tytusa i Filemona. Krzysztof Bednarczyk (tłum.). Warszawa: Słowo Prawdy, 1981. Brak numerów stron w książce
- William Barclay: List św. Jakuba. Konstanty Wiazowski (tłum.). Warszawa: Słowo Prawdy, 1980. Brak numerów stron w książce
- William Barclay: Listy do Koryntian. Konstanty Wiazowski (tłum.). Warszawa: Słowo Prawdy, 1979. Brak numerów stron w książce
- William Barclay: Listy do Tesaloniczan. Aleksander Kircun (tłum.). Warszawa: Słowo Prawdy, 1981. Brak numerów stron w książce
- William Barclay: Listy do Tymoteusza. Krzysztof Bednarczyk (tłum.). Warszawa: Słowo Prawdy, 1981. Brak numerów stron w książce
- William Barclay: Listy św. Jana i Judy. Konstanty Wiazowski (tłum.). Warszawa: Słowo Prawdy, 1982. Brak numerów stron w książce
- William Barclay: Listy św. Piotra. Konstanty Wiazowski (tłum.). Warszawa: Słowo Prawdy, 1981. Brak numerów stron w książce
- William Barclay: Objawienie św. Jana. Konstanty Wiazowski (tłum.). T. 1. Warszawa: Słowo Prawdy, 1981. Brak numerów stron w książce
- William Barclay: Objawienie św. Jana. Konstanty Wiazowski (tłum.). T. 2. Warszawa: Słowo Prawdy, 1981. Brak numerów stron w książce